# 五十嵐英次
五十嵐 英次（いがらし えいじ、1964年 - 2012年9月19日）は、元フジテレビジョン国際局ゼネラルプロデューサー。

## 人物
山形県新庄市生まれ。めざましテレビの兄弟番組を手掛ける。1986年、慶應義塾大学法学部政治学科卒。三菱重工業入社。
1989年、フジテレビに中途入社。報道局社会部に所属し警視庁担当記者やニュース番組のディレクターを経験後、2002年に情報番組センター（現・情報制作局）に着任。2007年、情報制作局制作担当部長兼チーフプロデューサーに。晩年は、国際局ゼネラルプロデューサーだった。
2012年9月19日、脳出血のため都内の自宅で死去。48歳没。

## 過去の担当番組
- FNNスーパーニュース
- たけしの日本教育白書(情報制作局教育プロジェクト統括)
- めざましテレビ（プロデューサー→チーフプロデューサー）
  - トロと旅する
- めざにゅ〜（チーフプロデューサー）
- めざましどようび（監修、2004年10月2日-）
- めざましテレビ公認 わがまま!気まま!旅気分（フジテレビ制作のみ）
- めざましテレビ増刊号（ディレクターデビュー作）
- エンタ!見たもん勝ち
  - メディア見たもん勝ち!ゼルマ
- 火曜ワイドスペシャル「夜なのに!?めざましテレビ!!」NG集など（2001年10月9日放送）
- さんま・鶴瓶のめざまし調査隊スペシャル
- カスペ!「めざましテレビの大冒険」（2004年7月6日放送、2005年5月10日放送）
- 27時間テレビ（2002年～2005年）
- ハピふる!（2007年10月1日～2008年9月26日）

## 著書
- 思いを伝えるために必要なこと（ビジネス社、2005年7月発売、ISBN 4828412026）